# Večići
Večići (cyr. Вечићи) – wieś w Bośni i Hercegowinie, w Republice Serbskiej, w gminie Kotor Varoš. W 2013 roku liczyła 608 mieszkańców.